# Mats Glenngård

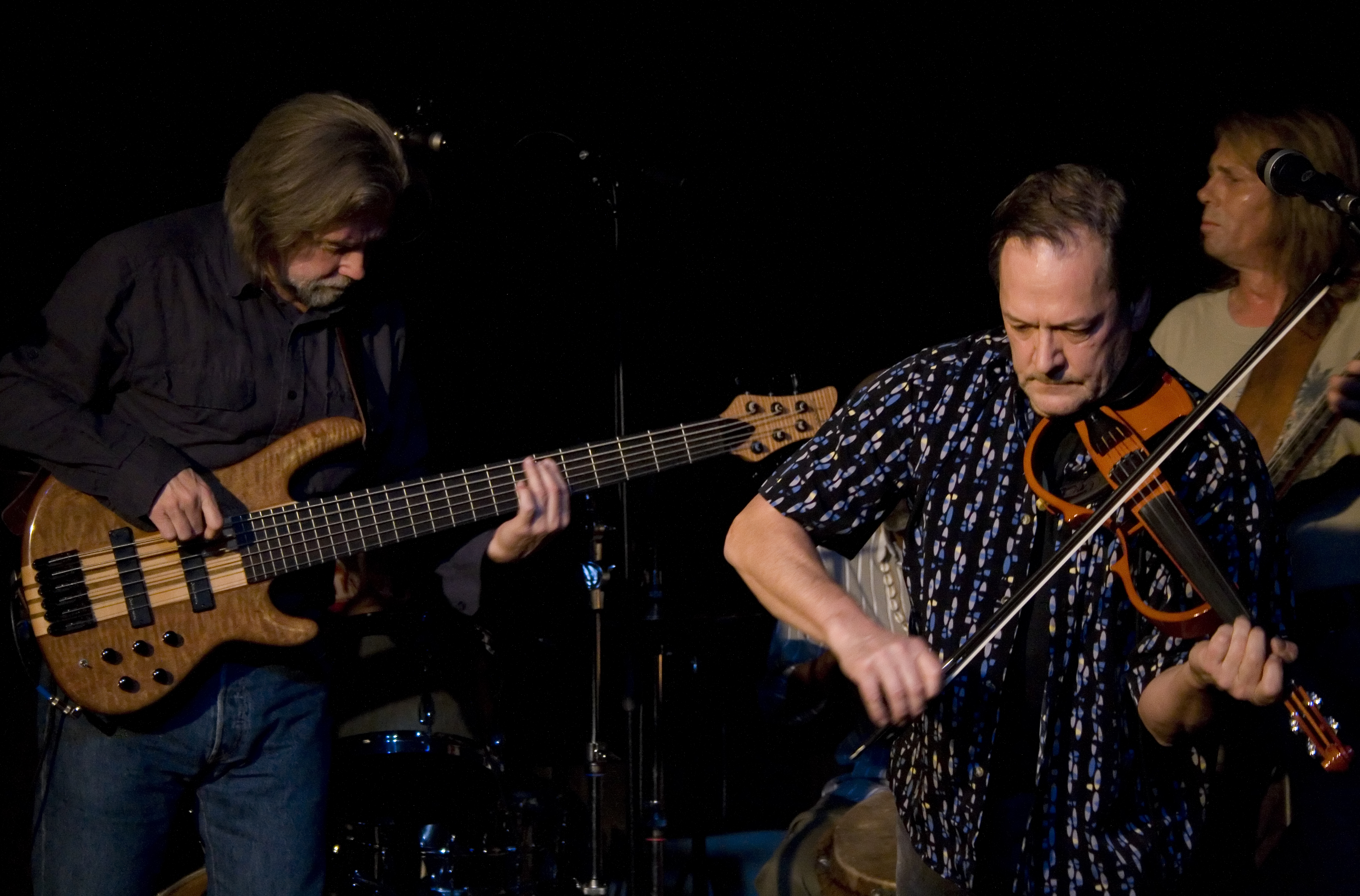
Mats Glenngård i mitten (till vänster Göran Lagerberg och till höger Thomas Netzler).

Mats Glenngård, född 18 april 1952 i Norrköping, är en svensk musiker (fiol), som bland annat är medlem i folkrockbandet Kebnekajse. Han har bidragit till att introducera folkmusiken i den svenska rocken.
Glenngård växte upp i en musikalisk familj, där fadern spelade trumpet och modern piano. Mats Glenngård började spela fiol i den kommunala musikskolan, och lärde sig även att spela gitarr, dock utan lektioner och noter.
Som ung var han medlem i grupperna Funny Faces och Homo Sapiens, som spelade poprock inspirerad av Crosby, Stills, Nash & Young. Han inledde sedan ett samarbete med Kenny Håkansson från Mecki Mark Men, som bildat rockbandet Kebnekajse. Homo Sapiens, som hade specialiserat sig på stämsång, medverkade som "Homo Sapiens kör" på Kebnekajses debutalbum "Resa mot okänt mål" (1971). Därefter uppgick bandet i Kebnekajse.
Mats Glenngård var medlem av Kebnekajse mellan 1971 och 1978, och återkom till gruppen när den återuppstod år 2001. Han har även givit ut två soloalbum, Kosterläge och Violin race. Han har också spelat som studio- och konsertmusiker tillsammans med en lång rad artister.

## Soloalbum
- 1972 – Kosterläge (Gump 4)
- 1980 – Violin Race (Bastun Records Bas 005)

## Artistsamarbeten
- Abba
- Adolphson-Falk
- Coste Apetrea
- Eldkvarn
- Jan Hammarlund
- Bo Hansson
- Staffan Hellstrand
- Björn J:son Lindh
- Peter LeMarc
- Ulf Lundell
- Turid Lundqvist
- Ola Magnell
- Totta Näslund
- Mikael Ramel
- Pugh Rogefeldt
- Samla Mammas Manna
- Janne Schaffer
- Toms Tivoli
- Monica Törnell
- Cornelis Vreeswijk
- Fred Åkerström
- Farbror Blå